# Git Fresh
Git Fresh est un boys band de musique R'n'B originaire de Fort Lauderdale près de Miami en Floride. Ils sont actuellement[Quand ?] signés sur le label Def Jam.

## Biographie
Pretti Sly, Rude Boi, Mike Ezay et Penny, les quatre membres, forment le groupe Deep Side alors qu'ils ne sont encore qu'au lycée. Lors d'un show local ils sont repérés par leur futur manager Jonathan Wright qui leur fait enregistrer plusieurs chansons pour leur premier album. Ils signent sur le label du légendaire producteur de rock Tony Bongiovi (cousin de Jon) et sortent l'album Deep Side en 2002. Puis plus rien jusqu'en 2005 où ils rencontrent Wayne Williams le directeur de Jive Records et aussi ami de R. Kelly. Ils signent donc sur Jive et R Kelly fera office de parrain pour le groupe. Le groupe sort 2 singles en 2006 et 2007 mais aucun ne décollera vraiment dans les charts et l'album est sans cesse repoussé. Ils décident donc de quitter Jive en 2007, 2 ans seulement après avoir signé et changent le nom du groupe. Deep Side devient donc Git Fresh. En mars 2008, Jermaine Dupri annonce la signature du groupe sur Island Urban Music et l'arrivée prochaine dans les bacs de leur nouvel album.
L'été 2008 sort le singleBooty Music produit par Studio Monkeyz. Git Fresh annonce des productions de Cool & Dre, Lil' Jon et Jermaine Dupri plus des collaborations de Rick Ross, T-Pain, Yung Berg, Akon et Plies. La sortie de leur nouvel album est prévue courant 2010. Mike Ezay a récemment quitter le groupe.

## Discographie
- Deep Side (2002) (Spy Records)
- Git Fresh (2010) (Def Jam)

## Singles
- Fantasaizing (2002)
- Shook (2003)
- Lovely(2006) (sur la bande originale du film Sexy Dance)
- Let's Make Love (ft. R. Kelly) (2006)
- What I Need (2007)
- Booty Music (2008)
- She Be Like (2010)